# Кишліца
Кишліца (рум. Câșlița) — село у повіті Тулча в Румунії. Входить до складу комуни Кілія-Веке.
Село розташоване на відстані 272 км на північний схід від Бухареста, 43 км на північний схід від Тулчі, 141 км на північ від Констанци, 99 км на схід від Галаца.

## Населення
За даними перепису населення 2002 року у селі проживали 13 осіб, усі — румуни. Усі жителі села рідною мовою назвали румунську.